# زيب النساء حميد الله
زيب النساء (بالإنجليزية: Zaib-un-Nissa Hamidullah) كانت زيب النساء حميد الله كاتبة وصحفية باكستانية ورائدة في الأدب الباكستاني والصحافة الإنجليزية والحركة النسوية في باكستان. كما أنها أول امرأة باكستانية تعمل محررة وناشرة ومعلقة سياسية وكاتبة لعامود صحفي (باللغة الإنجليزية)، ولذلك سمي شارعًا في كراتشي باسمها.
كتبت قبل استقلال باكستان عام 1947م للعديد من الصحف الهندية وكانت أول امرأة مسلمة تكتب عامودًا في صحيفة هندية. وبعد الاستقلال جعلت منها كتابتها لعامودها في صحيفة «داون» أول معلقة سياسية في باكستان. وأصبحت بعد تركها لصحيفة «داون» مؤسسة ومحررة ناشرة لمجلة «ميرور» أول مجلة اجتماعية لامعة في جنوب آسيا. كما جُعل لها مكانًا بين الوفود الصحفية التي ترسل لدول أخرى نظرًا لمكانتها العالية كونها أول امرأة باكستانية تمتهن التحرير الصحفي. وتحدثت في أحد تلك البعثات عام 1955م في جامعة الأزهر مما جعلها أول امرأة تتحدث في هذه الجامعة العريقة الواقعة في القاهرة، مصر.

## بداية حياتها
ولدت زيب النساء علي عام 1921م وسط عائلة أدبية في كالكوتا. فلقد كان والدها «واجد علي» أول شخص يترجم كتابات الشاعر الأردي المعروف محمد إقبال للبنغالية، كان بنغاليًا متعطشًا وكاتبًا هنديًا قوميًا. لدى زيب النساء أخوين وشقيق آخر من زواج أمها الثاني. ترعرعت في حي إنجليزي هندي متلاحم مليء بالمفكرين البنقاليين وفلاسفة العصر، وكان منزل والدها الواقع في شارع جوتالا 48 مكان لدائرة أدباء كالكوتا. بدأت بالكتابة في عمر مبكر وحظيت بدعم كبير من والدتها الإنجليزية ووالدها البنغالي. لجأت بسبب شعورها بالوحدة في سنوات طفولتها إلى كتابة الشعر لتكون وسيلة لها لتعبر عن أفكارها ومشاعرها. أما كتاباتها الأخيرة فلقد تأثرت برحلاتها للمناطق الريفية البنغالية والبنجابية بما في ذلك القرية البنغالية تابيور مسقط رأس والدها. وتلقت زيب النساء تعليمها في دير لوريتو.

## زواجها
تغير لقبها بعد زواجها إلى زيب النساء حميد الله. تزوجت خليفة محمد حميد الله عام 1940م. ولكن لم تتزوج زيب النساء تبعًا لطابع زيجات ذلك الوقت الذي يغلب عليه الزواج التقليدي المدبّر. انتقلت مع زوجها بعد زواجها إلى إقليم بنجاب الباكستاني. فلقد عمل هناك بوصفه مديرًا لشركة «باتا» للأحذية. كما ساعدت زيب النساء وزوجها اللاجئين القادمين من الحدود الهندية عام 1947م.
ينتمي زوجها لعائلة بنجابية معروفة. فلقد كان والده خليفة محمد أسد الله أمين مكتبة امبيريال في كالكوتا (تعرف الآن بكولكاتا). أما حميد الله فلقد عمل رئيسًا لعمليات شركة باتا في باكستان ثم أرسل ليترأس فرع شركة باتا في إيرلندا عام 1972م. إهداء زيب النساء جميع كتبها لزوجها كان دليلًا على إخلاصهما لبعضهما البعض. حظيا بطفلتين: الكبرى تدعى نيلوفار ولدت عام 1943م والصغرى ياسمين ولدت عام 1949م.
صدمت السيدة المسلمة بعد انتقالها مع زوجها إلى بنجاب عام 1942م، لكونها ترعرعت في حي إنجليزيٍ هندي وجدت صعوبة في التكيف مع نمط حياة عائلة زوجها البنجابية الكبيرة، فلقد استغرقت الكثير من الوقت لتتكيف كما صرحت في مقدمة كتابها «الزوجة اليافعة.»

## حياتها المهنية
1936م-1943م
كان الحضور الأدبي الأول للسيدة حميد الله عام 1936م عندما نُشرت لها قصيدة في صحيفة بومباي الأسبوعية الهندية. ومنذ ذلك الحين أصبحت مُشاركة دائمة مع تلك الصحيفة حتى الاستقلال عام 1947م. نشرت دار نشر والدها ديوانها الشعري الأول «باقة الأزهار الهندية» وحقق ديوانها شعبية كبيرة. فلقد بيعت كل النسخ من الطبعة الأولى في غضون ثلاثة أشهر. وألحقت بنجاحها المبكر ديوان «أوراق اللوتس» الشعري.
1944م-1946م
كان كلًا من السيدة حميد الله وزوجها في مدينة شيملا لحضور مؤتمر شيملا الذي عُقد عام 1945م. وهنالك التقت بفاطمة جناح فأصبحن صديقتين وبعد حين تمكنت فاطمة جناح من تدبير مقابلة شخصية لزيب النساء مع أخيها محمد علي جنة. خلق هذا الحدث نقطة التحول في حياة السيدة حميد الله المهنية وجلب لها الشهرة الواسعة في الهند. ومما لا شك فيه أن قصصها وقصائدها ومقالاتها جلبت لها المزيد من الشهرة خلال ذلك الوقت.
.1947-1951
قررت السيدة زيب النساء بعد الاستقلال عام 1947م العمل في مجال الصحافة، وخلال وقت قصير جعلت من نفسها كاتبةً صريحةً في عامودها الصحفي المسمى: «من خلال عينا امرأة» في صحيفة كراتشي «داون» اليومية. بدأت الكتابة في هذا العامود في ديسمبر 1948م. بعد ذلك بوقت ثارت على نطاق الميزات المحدود معلنةً أن النساء يجب أن يملكن الحق بطرح آراءهن في كل موضوع بما فيها المواضيع السياسية. وفي نهاية المطاف وافق محرر الصحيفة آن ذاك «الطف حسين» بمنحها نطاقًا أوسع. أعترف ألطف حسين بجدارتها بهذا العمل فأعطاها مهمة جديدة ألا وهي كاتبة عامود في صفحة التحرير. وبذلك أصبحت زيب النساء المرأة الأولى التي تعلق في المجال السياسي في باكستان. حققت لها كتابة عامودها الصحفي سمعةً واسعةً بصفتها كاتبةً صادقة لا تخاف من منح آرائها صوتًا. وتلك كانت خطوة كبيرة لحركة حقوق المرأة في باكستان.
نشرت في عام 1958م مجموعة مختارات أدبية من كتابها للقصص القصيرة «الزوجة اليافعة وقصص أخرى» فحقق شهرة واسعة مما جعل الطبعة الثانية والثالثة في عام 1971م و1987م تطبع على التوالي. وصف بعض النقاد البارزين في الجرائد والدوريات الباكستانية والأجنبية بعض القصص الموجودة في الكتاب بالمنتجات الأدبية الباكستانية الأكثر أهمية. وخلال تلك الفترة أصبحت مقالاتها أهم ما يميز مجلة «ميرور» مما زاد من شعبيتها وشعبية مجلتها. افتتحت زيب السيدة حميد الله دار نشر خاصة بها في شهر نيسان من عام 1961م وأسمتها «مطبعة ميرور».
1980م-1983م
خدمت بصفتها رئيسة لجمعية «النساء الباكستانيات كافة» وهي جمعية لعبت فيها دورًا عظيمًا منذ افتتاحها. ومازالت تكتب مقالات لصحيفة «مورنينق نيوز» الكراتشية، بالإضافة إلى مواصلتها التعليق على الجوانب السياسية والاجتماعية في المجتمع الباكستاني. ولكن عزلتها بدأت تزداد.

## تقاعدها
توفي زوجها عام 1983م على إثر أزمة قلبية أصابته قبل سنة. كتبت السيدة حميد الله في يوم جنازته مقالًا كاد أن يكون المقال الأشهر من بين أعمالها الأخيرة. نشرت هذه القطعة التي تحمل نظرة عميقة لمشاعرها في صحيفة «مورنينق نيوز» اليوم الذي تلا وفاة زوجها. أغرقت نفسها في الحزن بعد رحيل زوجها فاعتزلت بعد ذلك بقليل الحياة المفعمة بالكتابة. لجأت السيدة حميد الله للعزلة بعد احساسها بالخيبة من الجيل الباكستاني الجديد ثم انتقلت بعد وقت وجيز للعيش مع ابنتها مختارتًا أن تقضي سنواتها المتبقية مع أسرتها. فتقاعدت السيدة حميد الله بعد حياة مهنية مفعمة بالإنجازات عدا عن كتابة بعض المقالات من حين لآخر خلال الثمانينات من القرن الماضي. عادت عام 1987م لعيون العامة مرة أخرى عندما أُعيد نشر كتابها «الزوجة اليافعة وقصص أخرى» بسبب الطلب الكبير. ولكن هذه الشهرة المتأخرة لم تدم طويلًا فلقد عادت مرة أخرى لعزلتها.

## وفاتها
توفيت السيدة حميد الله في العاشر من أيلول عام 2000م بعمر ناهز 78سنة. هُرع بها إلى المشفى في التاسع من الشهر ولكنها توفيت في الساعات الأولى من اليوم العاشر بسبب مياه في رئتها. كُتب في نعي لها في صحيفة "داون": " حتى معارضيها أعجبوا بها لجرأتها وقوة شخصيتها التي تجلت خلال مسيرتها الحياتية. وذُكر في نعي آخر في جريدة أخرى: " سوف تبقى ذكراها لوقت طويل بسبب دورها الريادي في نوع محدد من الصحافة في باكستان ولكونها كاتبة قوية وشجاعة." سمت الحكومة في الستينات من القرن الماضي شارعًا رئيسًا على اسمها في وسط مدينة كراتشي.